# لويس أمير باتنبرغ
لويس ألكسندر باتنبرغ ولد في24 مايو 1854 وتوفي 11 سبتمبر 1921. كان ضابط بحرية بريطاني وأمير ألماني ينتمي للعائلة الملكية البريطانية.

## روابط خارجية
- لويس أمير باتنبرغ على موقع الموسوعة البريطانية (الإنجليزية)